# Lepisosteus platostomus
Lepisosteus platostomus — вид променеперих риб ряду панцирникоподібних (Lepisosteiformes).

## Поширення
Вид поширений на сході Північної Америки. Його ареал займає більшу частину басейнів річок Міссісіпі та Міссурі від Монтани (на заході) до річки Огайо (на сході) на півночі та басейну узбережжя Мексиканської затоки від Луїзіани та Алабами до частини Техасу на півдні.

## Опис

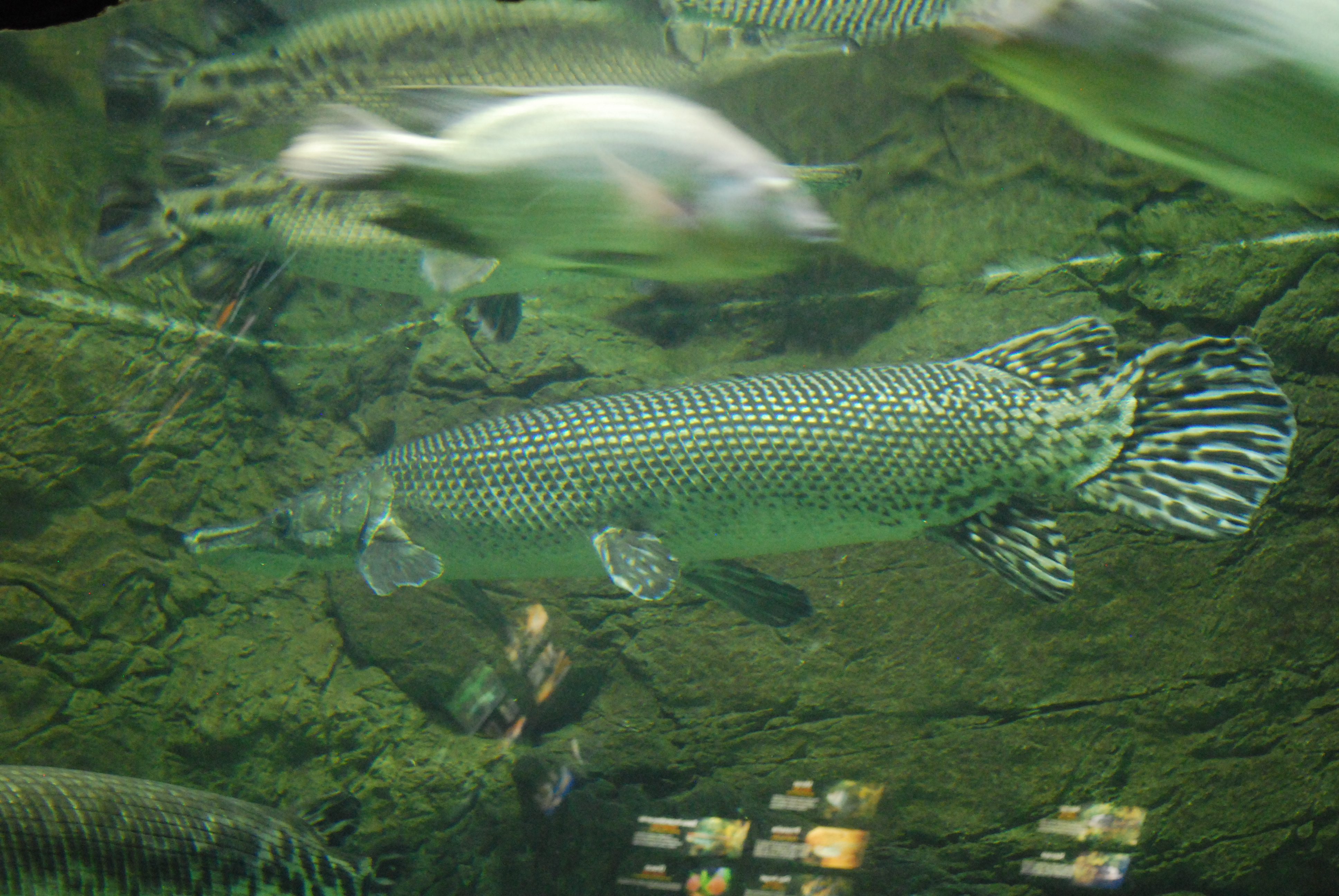

Риба виростає завдовжки 90-120 см. Вона має помітну схожість з Lepisosteus oculatus, але відрізняється від більшою кількістю поздовжніх рядів лусок і відсутністю плямистої верхньої частини голови.

## Спосіб життя
Віддає перевагу великим річкам і стоячим водам, таким як меандри і великі ставки. Самиця в супроводі кількох самців відкладає ікру в період з травня по липень. Ікринки жовтого кольору, осідають між зануреною рослинністю та іншими підводними структурами і вилуплюються через вісім днів. Мальки залишаються забезпечені жовтковим мішком ще тиждень, після чого починають харчуватися личинками комах і дрібними ракоподібними. Статева зрілість досягається, коли особини досягають приблизно 76 см у довжину.